# Chronik des Bürgerkriegs in Syrien 2025
Die Chronik des Bürgerkriegs in Syrien 2025 erfasst die Ereignisse des Bürgerkriegs in Syrien im Jahr 2025.

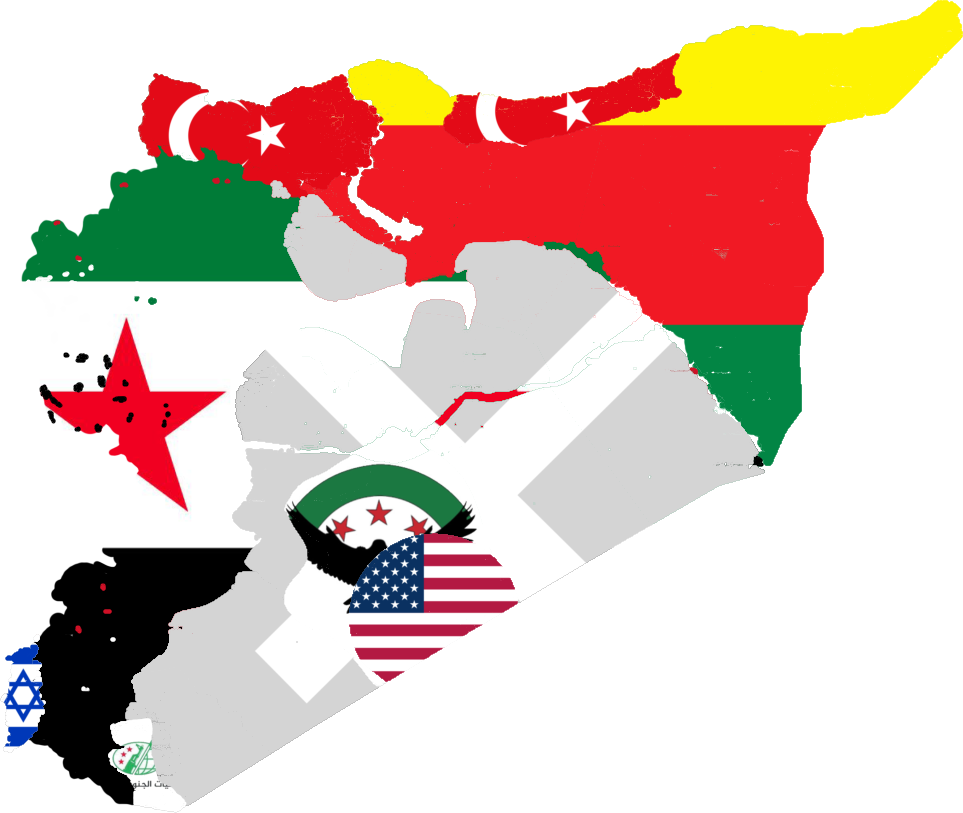
Die politische Lage Syriens im April 2025.

## März
Anfang März kam es zu zweitägigen Gefechten von Soldaten der neuen HTS-Regierung und Anhängern des Assad-Regimes, nachdem zuvor Letztere Sicherheitskräfte in der Stadt Dschabla in der Küstenprovinz Latakia angegriffen hatten. Mit der neuen Regierung von Ahmed al-Scharaa verbündete islamistische Milizen schlugen daraufhin brutal zurück und verübten zur Vergeltung einen besonders gegen die Alawiten gerichteten Massenmord in der Küstenregion. Berichten zufolge haben die regierungstreuen sunnitischen Muslime dabei über 1.000 Alawiten getötet und schlimme Kriegsverbrechen verübt.

## Mai
Im Mai kam es zu Gefechten zwischen sunnitischen, regierungsnahen Milizen und der Minderheit der Drusen. Es soll mindestens 100 Tote gegeben haben.
Israel reagierte darauf mit Luftschlägen gegen die syrische Hauptstadt Damaskus. Es soll dutzende Tote gegeben haben.